# Rodelbaan (attractie)
Een rodelbaan (soms ook bobbaan of zomerrodelbaan) is een attractietype dat te vinden is in attractieparken en wintersportgebieden. Het attractietype is gebaseerd op de sport rodelen, maar in dit geval zonder ijs.

## Principe
De rodelbaan is een zeer lange glijbaan gebouwd op een heuvel, waarbij men via een slee op wielen naar beneden kan rollen. De passagier kan de snelheid regelen aan de hand van een stok voor hem. De baan kan vervaardigd zijn uit metaal of beton. Elke baan is uniek. Zowel de lengte, de hellingsgraad en het aantal bochten is bij elke baan verschillend en hangt af van de locatie. De attractie onderscheidt zich van andere attracties doordat de passagier de volledige controle heeft over de snelheid en rijervaring. Naargelang de rodelbaan zijn een of twee passagiers per rit mogelijk.

## Varianten
Er zijn twee veelvoorkomende varianten op de rodelbaan:
- Men spreekt van een rodelachtbaan of alpine coaster indien de slee zich op rails bevindt.
- Men spreekt van een bobkart indien de slee motorisch aangedreven wordt.